# Октябрьский (Панинский район)
Октябрьский — посёлок в Панинском районе Воронежской области. Административный центр Октябрьского сельского поселения.

## География
Посёлок расположен в центральной части поселения, на правом берегу реки Икорец.

### Улицы
| - ул. 50 лет Октября - ул. Комсомольская - ул. Космонавтов - ул. Краснознамённая - ул. Молодёжная - ул. Набережная | - ул. Новая - ул. Октябрьская - ул. Пушкинская - ул. Садовая - ул. Солнечная |

## История
Являлся владельческим хутором Склядневым княгини Марии Александровны Мещерской (урождённой Паниной, ум. 1903). В 1900 году численность населения хутора составляла 16 человек.
В 1974 году институтом «ЦЧОГипросельхозстрой» был выполнен проект планировки и застройки посёлка. По этому документу в западной части посёлка был сформирован общественный центр.

## Население
| 2000 | 2005 | 2007 | 2010 |
| ---- | ---- | ---- | ---- |
| 994  | ↘926 | ↘823 | ↘806 |